# Spettri (romanzo Andrew Klavan)
Spettri (The Uncanny) è un romanzo thriller di Andrew Klavan, uscito negli Stati Uniti d'America nel 1998.
Il libro è stato tradotto in tedesco, giapponese, francese, oltre che in italiano.

## Trama
Il romanzo narra la storia di un americano che per ragioni di salute lascia il suo impiego di sceneggiatore, per trasferirsi a Londra e collaborare ad una rivista che si occupa di occulto. Affascinato fin dall'infanzia dalle storie di fantasmi, si renderà conto che qualcosa di vero potrebbe esserci.
Il romanzo si apre con una vecchia storia di fantasmi, che dà l'occasione a Richard per conoscere Sophia, un'affascinante giovane donna, figlia di un ricco gallerista londinese. Insieme a lui, c'è l'attenta osservatrice Harper, direttrice della rivista Bizarre!
Harper, insieme al suo giovane collega Bernard, nutre un interesse per Sophia, per via di una vicenda del suo passato che però è tornata a tormentarla nel presente. È proprio questo il mistero sul quale ruota il romanzo, intento a svelare cosa ci sia dietro il trittico di Rhineart, al quale è interessato anche il padre di Sophia.

## Edizioni in italiano
- Andrew Klavan, Spettri: romanzo, traduzione di Maria Cristina Pietri, Milano: Longanesi, 1998
- Andrew Klavan, Spettri: romanzo, traduzione di Maria Cristina Pietri, Milano: TEA, 2000